# Uovo rocaille
L'Uovo rocaille è un uovo di Pasqua gioiello fabbricato nel 1902 a San Pietroburgo, nei laboratori che lavoravano per il gioielliere russo Peter Carl Fabergé, della Fabergè, su ordinazione di Alexander Kelch che ne fece dono a sua moglie, l'ereditiera Barbara Kelch.
È una delle sette uova che, uno ogni anno dal 1898 al 1904, furono ordinate da Alexander Ferdinandovich Kelch e che Michael Perkhin, all'epoca mastro orafo della Fabergé, realizzò ispirandosi a quelle imperiali.

## Proprietari
Barbara Kelch lasciò il marito e la Russia nel 1905, quando si trasferì a Parigi dopo che gran parte della sua fortuna era stata spazzata via durante la guerra russo-giapponese; nel 1920 vendette le sue uova Fabergé.
Nel 1920 l'Uovo rocaille fu una delle sei uova vendute da Morgan alla A la Vieille Russie, che all'epoca aveva sede a Parigi, questa, che nel frattempo si era trasferita a New York, vendette l'uovo negli anni quaranta.
Rimase di proprietà dei magnati della Swingline Jack & Belle Linsky dal 1949 al 1958 quando fu riacquistato da A La Vieille Russie.
Dal 1962 al 1997 l'uovo ha fatto parte di una collezione privata negli Stati Uniti, non visibile in pubblico per più di 30 anni.
Nel giugno 1995 è stato messo in vendita a Londra, ma nessuno l'ha acquistato.
Nel 1997 è stato venduto privatamente ad un americano, con l'intervento di Lynette G. Proler.
Nel 2012 è stato acquistato dalla Arthur and Dorothy McFerrin Foundation Collection con la quale è attualmente è esposto nello Houston Museum of Natural Science.

## Descrizione
L'uovo è fatto d'oro multicolore, platino, diamanti taglio rosetta e smalto verde traslucido.
Quest'uovo in stile rocaille appoggia di fianco su tre piedi d'oro di forma arrotolata; il guscio è smaltato in verde traslucido su fondo ghiglioscé con sovrapposto un motivo di volute, fiori e cartigli d'oro in stile rococò, festoni di fiori in platino con diamanti e palme d'oro multicolore incastonate di brillanti.
Si apre lungo la metà maggiore, sui bordi c'è un'ampia fascia d'oro scanalata.
L'interno dell'uovo è rivestito di seta.

### Sorpresa
La sorpresa è fatta d'oro, smalto bianco e rosa, diamanti taglio rosetta.
Si tratta di un tripode d'oro che sostiene una colonnina sormontata da un cuore che, su fondo di smalto traslucido rosa, mostra su un lato le iniziali di Barbara Kelch (BK) disegnate con diamanti e dall'altro l'anno "1902".
Il cuore è costituito da tre portaritratti che si aprono, due a ventaglio ed il terzo con una cerniera, come i petali di un fiore;
le miniature che originariamente contenevano sono andate perdute.
Questo tripode è molto simile al piedistallo con miniature che potrebbe essere stata la sorpresa del disperso Uovo malva, realizzato nel 1897 per l'imperatrice vedova Marija Fëdorovna Romanova.